# Herb Krasnegostawu
Herb Krasnegostawu – jeden z symboli miasta Krasnystaw w postaci herbu przyjęty w statucie Krasnegostawu 28 września 2010. Wizerunek herbowy znany jest od XVI wieku.

## Wygląd i symbolika
Herb przedstawia dwie złote ryby (karpie) umieszczone jedna pod drugą, skierowane w przeciwnych kierunkach (górna heraldycznie w prawo, dolna – w lewo). Całość znajduje się na błękitnej tarczy herbowej.